# شارلوت زوكر
شارلوت زوكر (بالإنجليزية: Charlotte Zucker) هي ممثلة أمريكية، ولدت في 10 مارس 1921 في ميلواكي في الولايات المتحدة، وتوفيت في 5 سبتمبر 2007 في شوروود في الولايات المتحدة.

## وصلات خارجية
- شارلوت زوكر على موقع IMDb (الإنجليزية)
- شارلوت زوكر على موقع قاعدة بيانات الفيلم (الإنجليزية)